# واسیلی ژبوگار
واسیلی ژبوگار (انگلیسی: Vasilij Žbogar؛ زادهٔ ۴ اکتبر ۱۹۷۵) قایقران قایق بادبانی اهل اسلوونی است.